# Neomerinthe bauchotae
Neomerinthe bauchotae és una espècie de peix pertanyent a la família dels escorpènids.

## Descripció
- Fa 10,1 cm de llargària màxima.
- Nombre de vèrtebres: 24.[4]

## Hàbitat
És un peix marí, batidemersal i d'aigües fondes que viu entre 50-510 m de fondària.

## Distribució geogràfica
Es troba a l'oceà Índic: l'illa Amsterdam.